# Йосиф Костурски
Йосиф (на гръцки: Ιωσήφ) е православен духовник, костурски епископ на Охридската архиепископия от XV век.

## Биография
Йосиф се споменава в поменик, сръбска редакция, който се съхранява в Московския Румянцевски музей (Севастяновата сбирка). Споменаването в документа датира в 1481 година. Йосиф е наречен „епископ на Костур, Молиск и Анаселица“ (Καστωρίας καί Μολείσκου καί Ἀνασελίτζας). Това е последният известен епископ на Костур преди въздигането на Костурската епархия в митрополия в XVI век.